# .post
پسوند .post یک دامنه سطح‌بالای عمومی پیشنهادی در سامانه نام دامنه اینترنت است. این دامنه برای تأیید به آیکان تحت عنوان یک دامنه سطح‌بالای ضمانت شده فرستاده شده که برای استفاده از سرویس پست ملی و منطقه‌ای و استفاده برای تجارت‌های شخصی و سایر خدمات مشابه در نظر گرفته شده‌است. این دامنه از سوی اتحادیه جهانی پست، سازمان بین‌المللی مستقر در شهر برن سوئد مورد حمایت قرارگرفته‌است.